# Room77
Room77 (Eigenschreibweise: ROOM77) ist eine deutsche Pop-Rock-Band aus Rott am Lech. Sänger des Trios ist Ex-Fußballprofi Andreas Görlitz.

## Geschichte
Ihre Anfänge nahm die Band nach einer schwerwiegenden Verletzung von Andreas Görlitz, die er sich am 3. November 2004 im Champions-League-Spiel gegen Juventus Turin zuzog. Während der Rehabilitationsphase brachte sich Görlitz das Gitarrespielen selbst bei. Andreas Görlitz gründete daraufhin mit seinem Bruder Markus, der die Rolle des Leadsängers übernahm, die damals noch namenlose Band. Der spätere Bandname Room77 ist eine Anspielung auf die Trikotnummer 77, die Görlitz beim Karlsruher SC trug, sowie auf das eigene, private Studio in Rott am Lech, in dem die Band ihre Songs produziert.
Kurz nach der Gründung schlossen sich Temren Demirbolat (Gitarre), Manuel Riesemann (Bass) und Michael Kratzl (Schlagzeug), später auch Tom Nemeth (Schlagzeug), der Band an. An den Keyboards wurde Room77 bei Konzerten regelmäßig von Wolfgang Blechschmitt unterstützt, der jedoch kein festes Bandmitglied war.
Nachdem die Band zunächst nur im privaten Rahmen Coversongs gespielt hatte, entstanden im Laufe der Zeit immer mehr eigene Lieder. Am 23. November 2009 brachte die Band mit at home ihr erstes Album heraus, das von Thomas Lichtenwalter produziert wurde. Aufgrund der Bekanntheit von Görlitz erhielt das Album starke mediale Aufmerksamkeit. Die Singleauskopplung Hope inklusive des Musikvideos mit Mario Gómez, Miroslav Klose und Philipp Lahm erschien am 22. Dezember 2009.
Da Görlitz seine Profikarriere zunächst beim FC Ingolstadt 04 und anschließend bei den San José Earthquakes fortsetzte, ruhten die Aktivitäten der Band ab der zweiten Jahreshälfte 2012 weitgehend. Nach seiner Rückkehr aus den USA und dem Ende seiner Fußballkarriere beschloss er, sich zukünftig in Vollzeit der Musik zu widmen. Da den übrigen Bandmitgliedern hierzu die Zeit fehlte, stellte er die Band 2015 neu auf und professionalisierte die Strukturen.
Görlitz fungiert seitdem als Texter, Leadsänger und Gitarrist. Komplettiert wird die Band von Michael Eichele (Keyboard, Sounddesign, Bass, Begleitgesang) und Juri Jangl (Schlagzeug, Begleitgesang). Im Dezember 2016 veröffentlichte Room77 mit Burning Blue die erste Single seit der Umstrukturierung, das dazugehörige Musikvideo produzierte die Band mit Filmemacher Bogdan Kramliczek am Schliersee.
Gelegentlich wird die Band im Podcast "Das Oenning'sche Fußballprinzip" rezipiert.

## Diskografie

### Alben
- 2009: at home

### Singles
- 2009: Hope
Am 22. Dezember 2009 wurde die Single veröffentlicht. Die dadurch erzielten Einnahmen gingen vollständig an das SOS-Kinderdorf Ammersee.[9]
- 2010: Go to Bernabeu
Diese Single wurde für das UEFA-Champions-League-Finale am 22. Mai 2010 in Madrid, wo der FC Bayern München gegen Inter Mailand antrat, produziert.
- 2012: Finale dahoam
Diese Single wurde für das UEFA-Champions-League-Finale am 19. Mai 2012 in München, wo der FC Bayern München gegen den FC Chelsea antrat, produziert. Es handelt sich hierbei um eine lediglich textlich veränderte Version von Go To Bernabeu. Am 25. Mai 2012 stieg die Single als erste der Band in die deutschen Charts ein, und zwar auf Platz 93.[10]
- 2016: Burning Blue